# 卡爾·豪斯霍弗爾
卡爾·豪斯霍弗爾（德語：Karl Haushofer，1869年8月27日—1946年3月13日），又译豪斯霍弗，德國地緣政治學家。雖然他本人否認對納粹政權有直接影響，他的理論可能透過學生魯道夫·赫斯影響了希特勒的擴張戰略。

## 生平
豪斯霍弗爾生於慕尼黑一個有很多藝術家與學者的家族。他的父親是個經濟學教授。1887年加入德意志帝國陸軍，1896年與Martha Mayer Doss結婚。
1908年他被派往東京研究日本軍事。這是他投入東方研究的轉捩點。這之後他（在已學會英語、法語、俄語之後）又學習了韓語、日語、中文，並且對東方神秘學有深入研究。他旅行過印度、緬甸、朝鮮、俄國西伯利亞和中國北部。
第一次世界大戰時曾擔任少將，1919年退休。他在這個時期認識了年輕的魯道夫·赫斯。1920年代到1930年代，他對地緣政治學有許多研究，並且幫助建立第二次世界大戰德國與日本的聯盟。
1946年在魏爾海姆附近的佩爾服毒自殺。

## 地緣政治學
豪氏綜合了英國學者麥金德、瑞典學者契倫、德國學者拉采爾等人的理論。他的理論對納粹的外交戰略影響很大，包括國家有機體、生存空間論、「自給自足經濟」、「泛區域」、海陸爭霸等等。
1922年豪氏在幕尼黑大學教授地緣政治學，並且在1924年創辦《地緣政治學雜誌》。1934年，豪氏出版了「權力與地球」（Macht und Erde）。
豪氏進一步發展拉采爾的理論，認為德國就像自然界中的生物一樣享有對所需的生存空間的自然權利。這個生存空間包括整個歐亞大陸（特別是麥金德所說的心臟地帶），並且還要統治海洋國家。

## 外部連結
- 陳仲雍，豪斯霍弗[永久]，中國大百科智慧藏。
- Humanitas International Haushofer entry